# Lijst van bergen in Australië

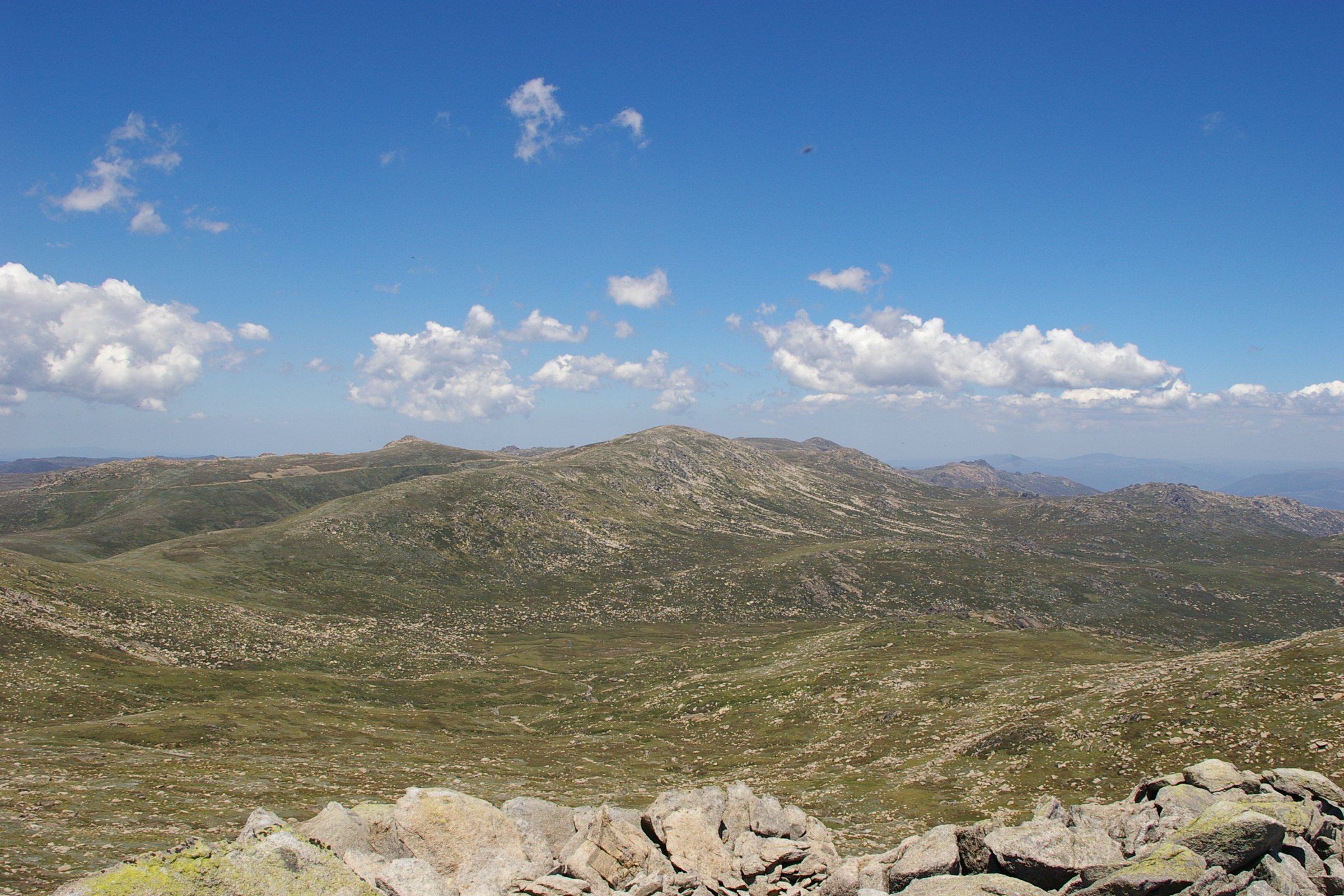
2. Mount Kosciuszko

Dit is een lijst van bergen in Australië.
| Naam van de berg | Hoogte  | Gebergte        | Provincie       |
| ---------------- | ------- | --------------- | --------------- |
| Mawson Peak      | 2.745 m | Big Ben         | Heardeiland     |
| Mount Kosciuszko | 2.228 m | Snowy Mountains | New South Wales |
| Mount Townsend   | 2.209 m | Snowy Mountains | New South Wales |
| Mount Twynam     | 2.196 m | Snowy Mountains | New South Wales |
| Ramshead         | 2.190 m | Snowy Mountains | New South Wales |
| Carruthers Peak  | 2.145 m | Snowy Mountains | New South Wales |
| Gungartan        | 2.068 m | Snowy Mountains | New South Wales |
| Mount Tate       | 2.068 m | Snowy Mountains | New South Wales |
| Mount Jagungal   | 2.061 m | Snowy Mountains | New South Wales |